# Association to Advance Collegiate Schools of Business
L'Association to Advance Collegiate Schools of Business (AACSB) fu fondata nel 1916 come associazione di accreditamento di università e business school del mondo. Ad aprile 2009, sono 567 in 6 continenti gli atenei accreditati.
Tra i membri fondatori dell'AACSB ritroviamo  Columbia University, Harvard, Berkeley e Yale. 